# Spartelkevers
Spartelkevers (Mordellidae), ook wel sparteltorren of stekelkevers genoemd, zijn een familie van kevers. De familie omvat ongeveer 2300 soorten waarvan er 24 inheems zijn in Nederland. Ze worden zo genoemd vanwege de schokkende beweging die ze maken als ze proberen te ontsnappen als ze gevangen zijn door een predator. Spartelkevers kunnen eenvoudig worden verward met soorten uit de verwante familie van de bloemspartelkevers (Scraptiidae).

## Taxonomie
De familie is als volgt onderverdeeld:
- Onderfamilie Ctenidiinae Franciscolo, 1951[4]
  - Geslacht Ctenidia Laporte de Castelnau in Brullé, 1840
- Onderfamilie Mordellinae Latreille, 1802[1]
  - Tribus Conaliini Ermisch, 1956[5]
    - Geslacht Conalia Mulsant & Rey, 1858
    - Geslacht Conaliamorpha Ermisch, 1968
    - Geslacht Glipodes LeConte, 1862
    - Geslacht Isotrilophus Liljeblad, 1945
    - Geslacht Ophthalmoconalia Ermisch, 1968
    - Geslacht Paraconalia Ermisch, 1968
    - Geslacht Pseudoconalia Ermisch, 1950
    - Geslacht Stenoconalia Ermisch, 1967
    - Geslacht Xanthoconalia Franciscolo, 1942

  - Tribus Mordellini Latreille, 1802[1]
    - Geslacht Adelptes Franciscolo, 1965
    - Geslacht Asiamordella Hong, 2002
    - Geslacht Austromordella Ermisch, 1950
    - Geslacht Binaghia Franciscolo, 1943
    - Geslacht Boatia Franciscolo, 1985
    - Geslacht Caffromorda Franciscolo, 1952
    - Geslacht Calycina Blair, 1922
    - Geslacht Cephaloglipa Franciscolo, 1952
    - Geslacht Congomorda Ermisch, 1955
    - Geslacht Cothurus Champion, 1891
    - Geslacht Cretanaspis Huang & Yang, 1999
    - Geslacht Curtimorda Méquignon, 1946
    - Geslacht Falsopseudotomoxia Ermisch, 1954
    - Geslacht Glipa LeConte, 1859
    - Geslacht Glipidiomorpha Franciscolo, 1952
    - Geslacht Hoshihananomia Kôno, 1935
    - Geslacht Iberomorda Méquignon, 1946
    - Geslacht Ideorhipistena Franciscolo, 2000
    - Geslacht Javamorda Ermisch & Chûjô, 1968
    - Geslacht Klapperichimorda Ermisch, 1968
    - Geslacht Larinomorda Ermisch, 1968
    - Geslacht Liaoximordella Wang, 1993
    - Geslacht Machairophora Franciscolo, 1943
    - Geslacht Macrotomoxia Pic, 1922
    - Geslacht Mediimorda Méquignon, 1946
    - Geslacht Mikromordellochroa Ermisch, 1954
    - Geslacht Mirimordella Liu, Lu & Ren, 2007
    - Geslacht Mordella Linnaeus, 1758
    - Geslacht Mordellapygium Ray, 1930
    - Geslacht Mordellaria Ermisch, 1950
    - Geslacht Mordellariodes Ermisch
    - Geslacht Mordelloides Ray, 1939
    - Geslacht Mordellopalpus Franciscolo, 1955
    - Geslacht Neocurtimorda Franciscolo, 1949
    - Geslacht Neotomoxia Ermisch, 1950
    - Geslacht Ophthalmoglipa Franciscolo, 1952
    - Geslacht Paramordella Pic, 1936
    - Geslacht Paramordellana Ermisch, 1968
    - Geslacht Paramordellaria Ermisch, 1968
    - Geslacht Paraphungia Ermisch, 1969
    - Geslacht Parastenomordella Ermisch, 1950
    - Geslacht Paratomoxia Ermisch, 1950
    - Geslacht Paratomoxioda Ermisch, 1954
    - Geslacht Phungia Pic, 1922
    - Geslacht Plesitomoxia Ermisch, 1955
    - Geslacht Praemordella Shchegoleva-Barovskaya, 1929
    - Geslacht Pseudomordellaria Ermisch, 1950
    - Geslacht Pseudotomoxia Ermisch, 1950
    - Geslacht Sphaeromorda Franciscolo, 1950
    - Geslacht Stenaliamorda Ermisch & Chûjô, 1968
    - Geslacht Stenomorda Ermisch, 1950
    - Geslacht Stenomordella Ermisch, 1941
    - Geslacht Stenomordellaria Ermisch, 1950
    - Geslacht Stenomordellariodes Ermisch, 1954
    - Geslacht Succimorda Kubisz, 2001
    - Geslacht Tolidomordella Ermisch, 1950
    - Geslacht Tolidomoxia Ermisch, 1950
    - Geslacht Tomoxia Costa, 1854
    - Geslacht Tomoxioda Ermisch, 1950
    - Geslacht Trichotomoxia Franciscolo, 1950
    - Geslacht Variimorda Méquignon, 1946
    - Geslacht Wittmerimorda Franciscolo, 1952
    - Geslacht Yakuhananomia Kôno, 1935
    - Geslacht Zeamordella Broun, 1886

  - Tribus Mordellistenini Ermisch, 1941[6]
    - Geslacht Asiatolida Shiyake, 2000
    - Geslacht Calyce Champion, 1891
    - Geslacht Calycemorda Ermisch, 1969
    - Geslacht Calyceoidea Ermisch, 1969
    - Geslacht Dellamora Normand, 1916
    - Geslacht Diversimorda Ermisch, 1969
    - Geslacht Ermischiella Franciscolo, 1950
    - Geslacht Fahraeusiella Ermisch, 1953
    - Geslacht Falsomordellina Nomura, 1966
    - Geslacht Falsomordellistena Ermisch, 1941
    - Geslacht Falsopseudomoxia
    - Geslacht Glipostena Ermisch, 1941
    - Geslacht Glipostenoda Ermisch, 1950
    - Geslacht Gymnostena Franciscolo, 1950
    - Geslacht Horionella Ermisch, 1954
    - Geslacht Mordellina Schilsky, 1908
    - Geslacht Mordellistena Costa, 1854
    - Geslacht Mordellistenalia Ermisch, 1958
    - Geslacht Mordellistenochroa Horák, 1982
    - Geslacht Mordellistenoda Ermisch, 1941
    - Geslacht Mordellistenula Stshegoleva-Barovakaya, 1930
    - Geslacht Mordellochroa Emery, 1876
    - Geslacht Mordellochroidea Ermisch, 1969
    - Geslacht Mordelloxena Franciscolo, 1950
    - Geslacht Morphomordellochroa Ermisch, 1969
    - Geslacht Neomordellistena Ermisch, 1950
    - Geslacht Palmorda Ermisch, 1969
    - Geslacht Palpomorda Ermisch, 1969
    - Geslacht Paramordellistena Ermisch, 1950
    - Geslacht Phunginus Píc, 1922
    - Geslacht Pselaphokentron Franciscolo, 1955
    - Geslacht Pseudodellamora Ermisch, 1942
    - Geslacht Pseudotolida Ermisch, 1950
    - Geslacht Pulchrimorda Ermisch & Chûjô, 1968
    - Geslacht Raymordella Franciscolo, 1956
    - Geslacht Tolida Mulsant, 1856
    - Geslacht Tolidopalpus Ermisch, 1952
    - Geslacht Tolidostena Ermisch, 1942
    - Geslacht Uhligia Horák, 1990
    - Geslacht Xanthomorda Ermisch, 1968

  - Tribus Reynoldsiellini Franciscolo, 1957[7]
    - Geslacht Reynoldsiella Ray, 1930
    - Geslacht Reynoldsiellina Franciscolo, 1957

  - Tribus Stenaliini Franciscolo, 1955[8]
    - Geslacht Brodskyella Horák, 1989
    - Geslacht Pselaphostena Franciscolo, 1950
    - Geslacht Stenalia Mulsant, 1856
    - Geslacht Stenaliodes Franciscolo, 1956

## In Nederland waargenomen soorten
- Genus: Curtimorda
  - Curtimorda bisignata
  - Curtimorda maculosa
- Genus: Mordella
  - Mordella brachyura
  - Mordella holomelaena
  - Mordella leucaspis
- Genus: Mordellistena
  - Mordellistena acuticollis
  - Mordellistena austriaca
  - Mordellistena brevicauda
  - Mordellistena cattleyana
  - Mordellistena falsoparvula
  - Mordellistena ferruginipes
  - Mordellistena fuscogemellata
  - Mordellistena hollandica
  - Mordellistena humeralis
  - Mordellistena nanuloides
  - Mordellistena neuwaldeggiana
  - Mordellistena parvula
  - Mordellistena pentas
  - Mordellistena pseudopumila
  - Mordellistena pumila
  - Mordellistena purpureonigrans
  - Mordellistena pygmaeola
  - Mordellistena variegata
  - Mordellistena weisei
- Genus: Mordellistenula
  - Mordellistenula perrisi
- Genus: Mordellochroa
  - Mordellochroa abdominalis
- Genus: Tomoxia
  - Tomoxia bucephala
- Genus: Variimorda
  - Variimorda villosa - (Viltbandkevertje)